# Maximiano Augusto Herrmann
Maximiano Augusto Herrmann (* 17. April 1838 in Lissabon, Portugal; † 26. April 1913 ebendort) war ein portugiesischer Telegrafie-Techniker und Erfinder. 

## Leben und Wirken
Herrmann wurde als Sohn deutscher Einwanderer in Portugal geboren, empfand sich aber zeitlebens als Portugiese. Von 1857 bis 1862 besuchte er das Instituto Marquês de Pombal, eine Hochschule für Technik, Industrie und Ingenieurwissenschaften in Portugal. 1863 trat er als Telegraphist bei der Nordportugiesischen Eisenbahngesellschaft ein und wurde bereits 1864 Inspektor für Telegraphie des Unternehmens. Insgesamt konnte er fünf eigene Patente vorweisen sowie rund fünfzehn Verbesserungen und Erweiterungen an bestehenden Apparaten. Obwohl er selbst kein Ingenieur war, wurde er 1869 Mitglied der portugiesischen Ingenieursvereinigung. Von 1895 bis 1898 war er Professor für Physik am Instituto Marquês de Pombal. Am 26. April 1913 starb er im Alter von 75 Jahren in seiner Heimatstadt Lissabon.

## Erfinder und Verbesserer
Die beiden bekanntesten Erfindungen Herrmanns sind der Bramão-Telegraph und das Herrmann-Wandtelefon. Zeitlebens verband ihn eine enge Zusammenarbeit mit dem Unternehmer Cristiano Augusto Bramão, der die meisten seiner Erfindungen herstellte und verbreitete. Das Herrmann-Wandtelefon, das er 1880 erfand, ermöglichte die Kommunikation von Telefon zu Telefon über eine feste Leitung. Es hatte ein Mikrofon, zwei Kopfhörer, die an der linken und rechten Seite des Telefons befestigt waren, und Tasten zum Telefonieren. Der Anschluss an das Netz erfolgte mit sechs Metallstiften. 1882 begann der Bau eines Telefonnetzes in Portugal und das erste Herrmann-Wandtelefon wurde in Anwesenheit von König Dom Luis I. in Betrieb genommen. In den folgenden Jahren waren bis zu 100 Herrmann-Wandtelefone im ganzen Land im Einsatz. Der Telefontyp konnte sich jedoch nicht gegen die Konkurrenz des Telefons von Graham Bell durchsetzen.
Ein weiteres von Herrmann entwickeltes Gerät war der Bramão-Tisch-Telegraph. Er wurde 1865 auf einer internationalen Telegraphen-Konferenz in Paris vorgestellt und positiv aufgenommen, da er schneller, genauer und wirtschaftlicher arbeitete als bisherige Geräte. 1878 wurde er auf der Weltausstellung in Paris ausgestellt und erhielt ein Diplome d’Honneur. Spanische und französische Zeitungen berichteten darüber. 
Auch der Aufbau der Stromversorgung in Lissabon und Portugal wurde durch Herrmann initiiert. 